# Thomas Norton (alchimiste)
Vous lisez un « bon article » labellisé en 2009.
Pour l'écrivain du XVIe siècle, voir Thomas Norton.

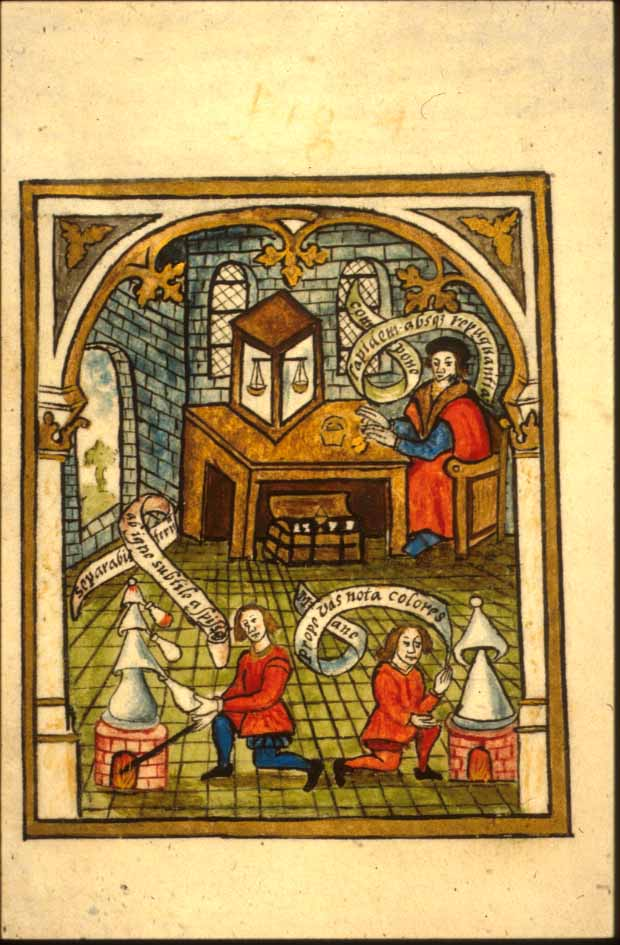
Maître alchimiste préparant les ingrédients pour le grand œuvre - Verso du folio 20 du manuscrit MS Ferguson 191 de The Ordinall of Alchemy (XVIe siècle).

Thomas Norton est un alchimiste et poète anglais de la fin du Moyen Âge, né vers 1433[réf. souhaitée] et mort le 30 novembre 1513. Il est l'auteur d'un célèbre poème alchimique en moyen anglais intitulé The Ordinall of Alchemy (« L'Ordinaire d'Alchimie »), daté de 1477.

## Biographie
Thomas Norton est originaire d'une famille aisée de Bristol : son grand-père, également prénommé Thomas, représente la ville au Parlement à six reprises entre 1399 et 1421, et son père Walter semble en avoir été shérif en 1401, puis maire en 1413.
À la mort de son père, Thomas Norton n'hérite que d'une petite partie de ses biens. C'est peut-être pour cette raison qu'il se met au service du roi Édouard IV en étudiant l'alchimie, une discipline dont le roi est féru. La théorie selon laquelle il aurait étudié auprès de l'autre grand alchimiste anglais de l'époque, George Ripley, a longtemps eu des défenseurs, mais il n'en existe aucune preuve et elle semble provenir en réalité d'une mauvaise lecture de l'Ordinall of Alchemy.
Édouard IV est brièvement chassé du royaume en 1470, et Norton l'aurait accompagné dans son exil en Bourgogne d'après son descendant Samuel Norton, mais aucune source d'époque ne permet de confirmer la présence de l'alchimiste aux côtés du roi. Ce qui est certain, en revanche, c'est que Norton fait partie des serviteurs royaux récompensés par des terres confisquées aux rebelles après le retour d'Édouard IV au pouvoir en 1471. Il est shérif du Gloucestershire en 1475-1476, ainsi que du Somerset et du Dorset à partir de 1477.
En mars 1479, Thomas Norton accuse le maire de Bristol, William Spencer, de haute trahison. L'affaire semble avoir tourné autour du règlement de l'héritage de Walter Norton, et avoir évolué au gré des luttes de pouvoir politiques de Bristol. Norton et ses adversaires font personnellement appel au roi qui tente de résoudre l'affaire en contraignant Norton au silence, ce qui tend à montrer que l'alchimiste n'a jamais fait partie du cercle de proches d'Édouard IV.
Thomas Norton meurt le 30 novembre 1513.

## Œuvres
Ses travaux alchimiques sont exposés dans trois ouvrages :  le De transmutatione metallorum et le  De lapide philosophica, en latin, et le poème en moyen anglais The Ordinall of Alchemy, qui est le seul à avoir été largement diffusé et imprimé. L'identité de l'auteur de l’Ordinall of Alchemy et du Thomas Norton courtisan d'Édouard IV a été remise en question, mais réaffirmée « de façon convaincante » par John Reidy
Norton est peut-être l'auteur d'autres poèmes alchimiques notamment de l'allégorie sur l'élixir commençant par « Take Earth of Earth, Earthes brother » (« Prends la Terre de la Terre, Frère de la Terre »), également inclus dans le Theatrum chemicum Britannicum d'Elias Ashmole, qui l'attribue à un certain « Pierce, the Black Monk » (Pierce le moine noir).

## The Ordinall of Alchemy

### Les manuscrits, les éditions et les illustrations

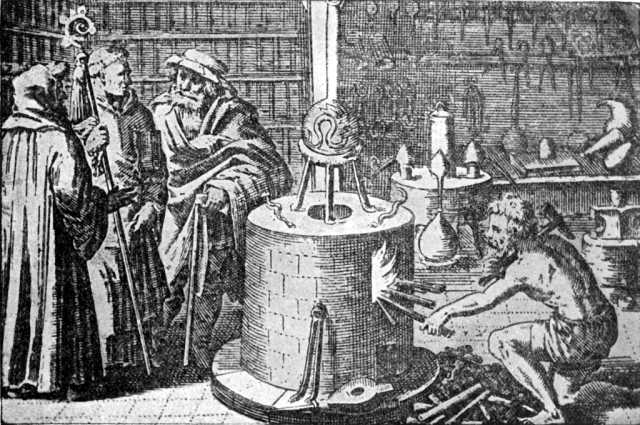
Thomas Norton dans un laboratoire alchimique, à droite de Basile Valentin et de l'abbé Cremer - gravure du Tripus Aureus (1618) (le Trépied d'or) de Michael Maier.

Il existe plusieurs manuscrits du XVe siècle de l'Ordinall of Alchemy, notamment à la British Library (Add. MS 10302). Ils sont illustrés  de miniatures. L'une représente quatre personnages travaillant au grand œuvre, en suivant les instructions que quatre maîtres anciens de l'alchimie, au-dessus d'eux, donnent des instructions dans des phylactères en latin :
- Geber : « Tere tere tere iterum tere ne tedeat » (« Broie, broie, broie et broie toujours sans te lasser »)
- Arnaud de Villeneuve: « Bibat Quantum potest usque duoderis » (« Qu'il s'imbibe autant qu'il peut jusqu'à douze fois »)
- Razi : « Quoquetiescumque inhibitur totiens dessicatur » (« Autant de fois le corps est imbibé, autant de fois il doit être desséché »)
- Hermès Trismégiste : « Hoc album et coquite donec faciat seipsum germinare » (« Brûle et cuis ce laiton blanc jusqu'à ce qu'il se fasse germer lui-même »)

The Ordinall of Alchemy fut rendu célèbre par une traduction latine du médecin et alchimiste allemand Michael Maier dans son Tripus Aureus (1618) (Le Trépied d'or qui contient aussi Les douze clefs de Basile Valentin et le Testament d'un anglais d'un certain abbé Cremer).
L'original anglais est le premier texte de l'anthologie de poèmes alchimiques anglais établie par Elias Ashmole, le Theatrum chemicum Britannicum (1652), avec des planches du graveur Robert Vaughan (c.1600 - c.1660) reproduisant les miniatures originales. Dans ses notes, Ashmole dit de lui, d'après des auteurs anciens : « alchimiste le plus compétent de son époque, et bien plus curieux de l'étude de la Philosophie que les autres, et pourtant ils le censurèrent de façon indécente et abusive pour ce qu'ils appelaient sa "vaine et frivole Science". »

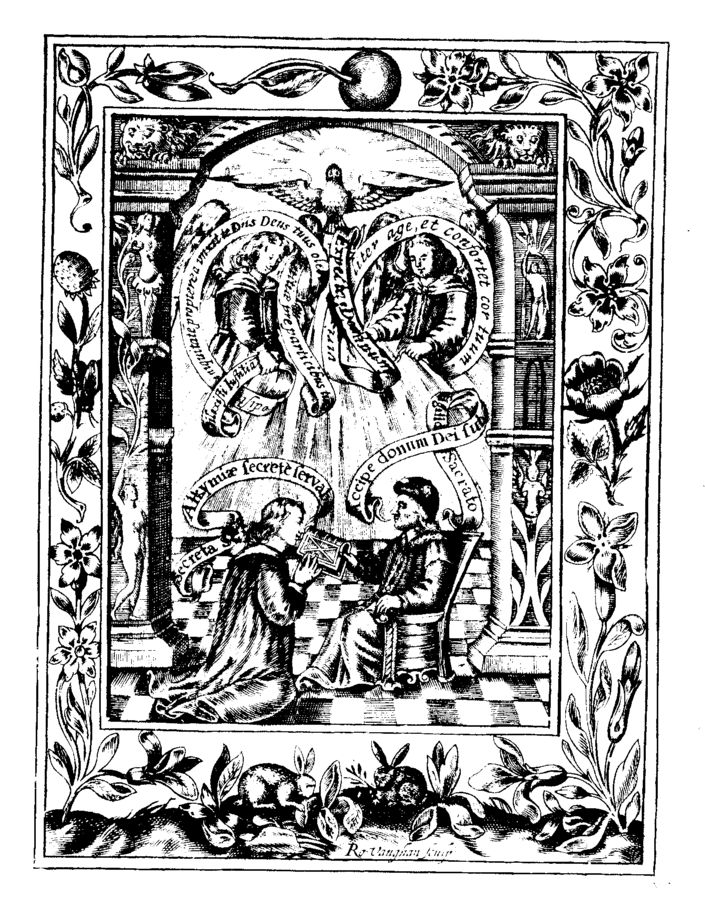
Disciple recevant de son maître le livre sacré des secrets de l'alchimie
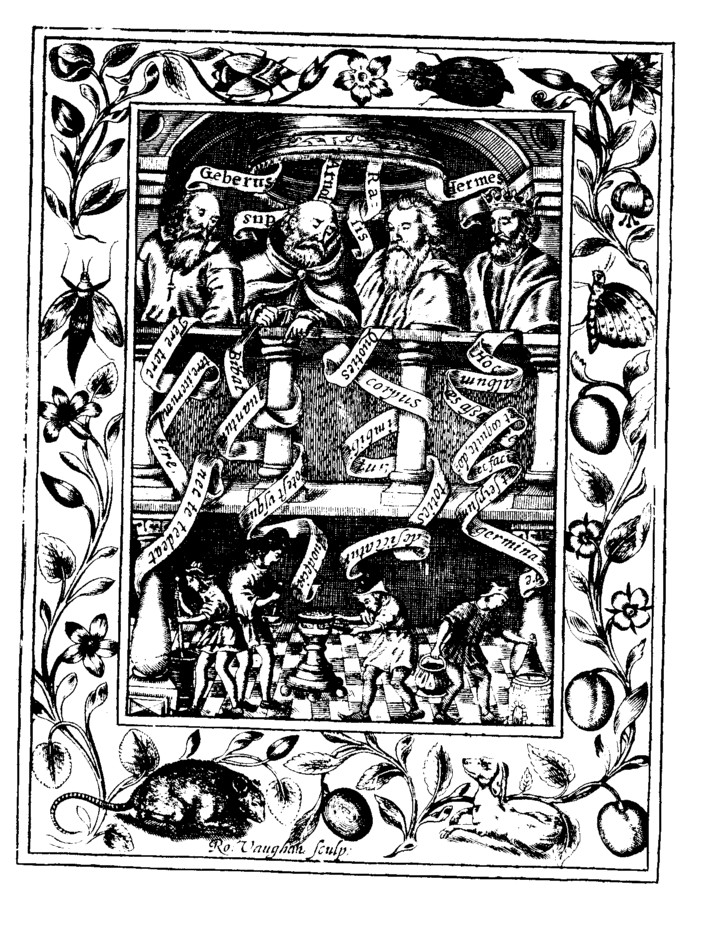
Quatre anciens maîtres de l'alchimie (Geber, Arnaud de Villeneuve, Razi et Hermès) présidant au Grand Œuvre
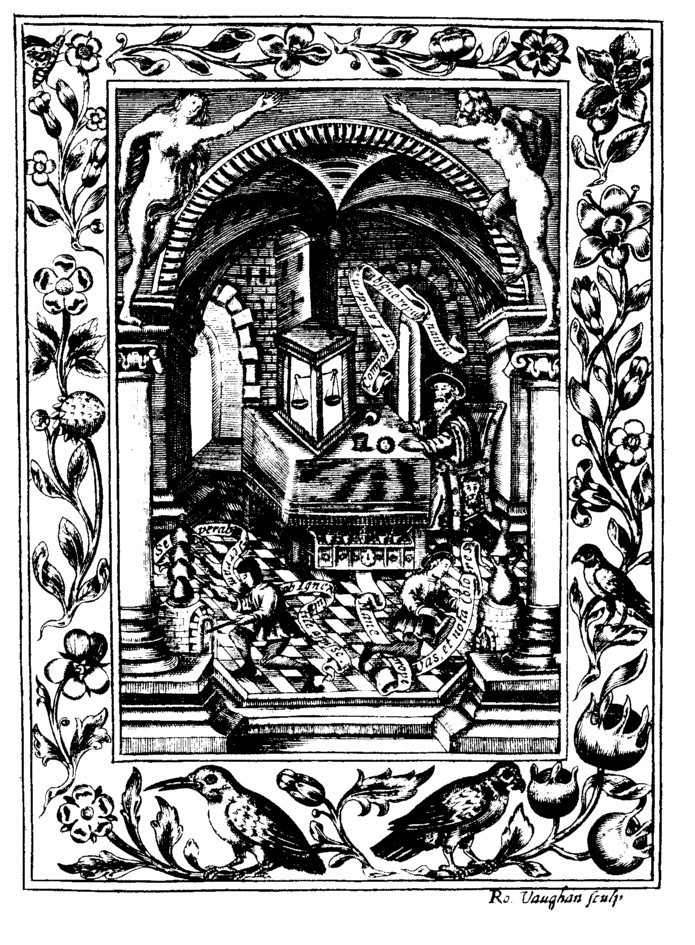
Alchimiste devant une balance dans une boîte en verre
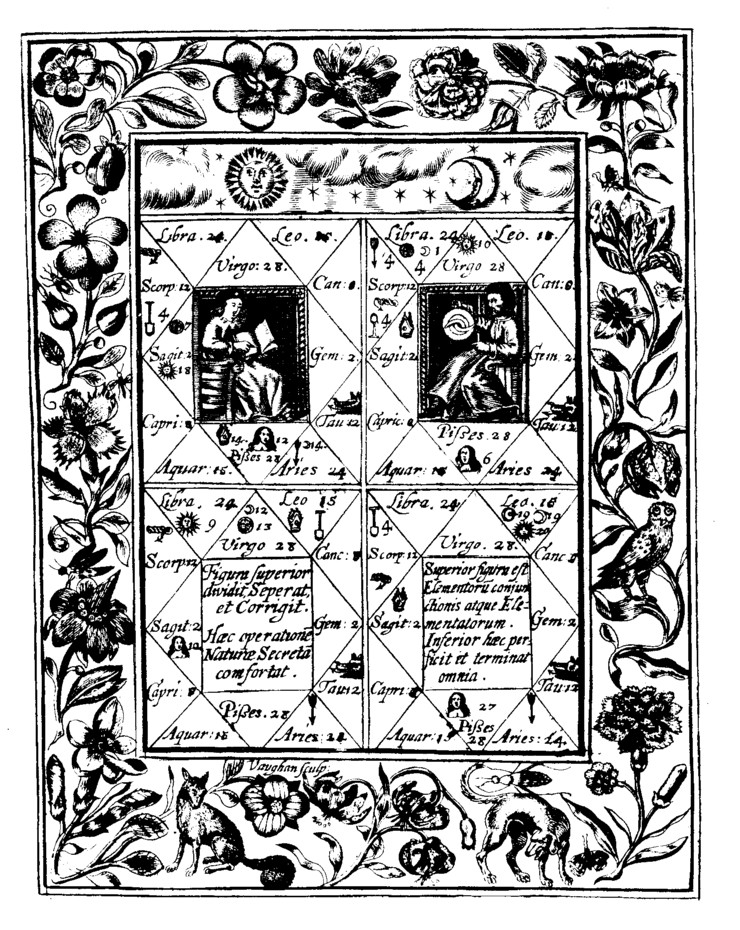
Indications astrologiques sur la position de la Lune et du soleil durant différentes étapes du grand œuvre
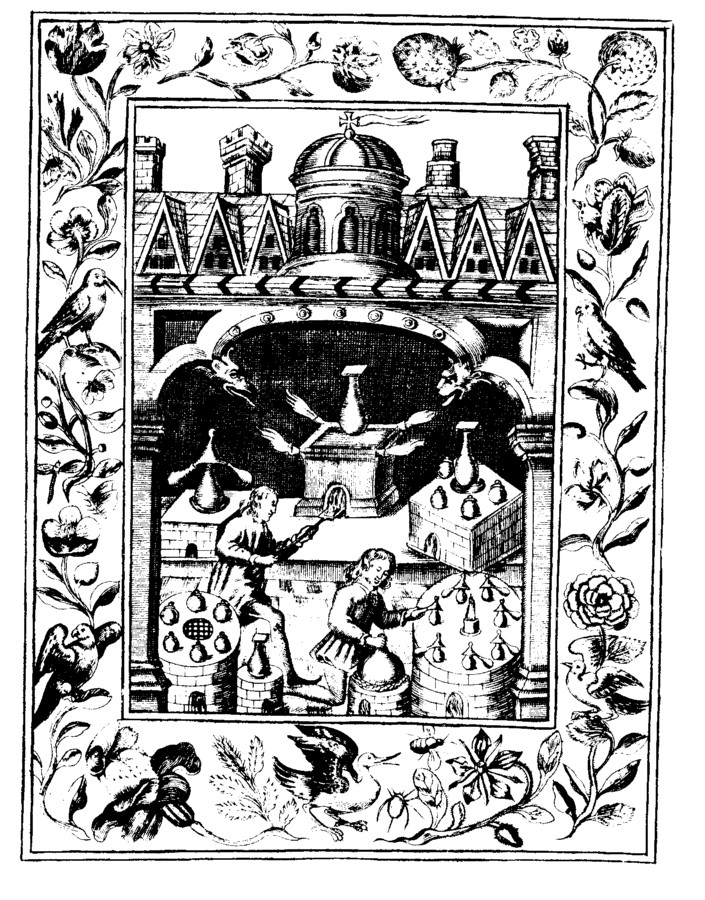
Alchimistes à l'œuvre

Il est également inclus dans le grand recueil alchimique du médecin suisse de Jean-Jacques Manget, la Bibliotheca Chemica Curiosa (1702). Le Tripus Aureus de Maier est repris dans l'anthologie Musaeum Hermeticum reformatum et amplificatum (« Musée hermétique, réformé et amplifié ») (1678), qui est traduite en anglais par Arthur Edward Waite (The Hermetic Museum 1893), ce qui donne version anglaise en prose du poème de Norton, sous le titre The Chemical Treatise of Thomas Norton, the Englishman, called Believe-Me, or The Ordinal of Alchemy (« Le Traité chimique de Thomas Norton, l'Anglais, appelé Crois-moi, ou l'Ordinaire d'Alchimie »).

### Le texte

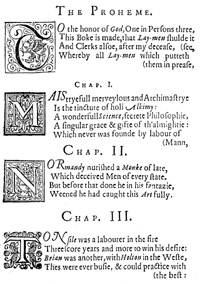
Les premières syllabes des chapitres permettent de découvrir le nom de l'auteur (acrostiche).

Ce poème est composé de 3 100 vers très irréguliers, en moyen anglais, avec une préface (en partie en latin), un « proême » (prologue) et sept chapitres. L'ouvrage est anonyme, car l'auteur déclare ne pas désirer la gloire, mais seulement les prières de ses lecteurs :
« For that I desire not wordly fame, But you good prayers unknowne shall be my name. »
Mais l'identité de l'auteur est révélée par les premières syllabes du proème et des six premiers chapitres :
« Tomais Norton of Briseto » (Thomas Norton de Bristol).  Dans le premier vers  du septième chapitre, l'auteur conclut qu'on peut le qualifier de parfait maître de l'art alchimique :  « A perfect Master ye maie him call trowe ».
Il s'agit d'une défense de l'alchimie, considérée comme une science occulte et sacrée.  Le titre du poème indique la volonté didactique de présenter la séquence correcte des opérations alchimiques, comme un ordinaire le fait pour l'année liturgique
Dans le proème, Norton explique le but de son poème en plaignant la folie et la présomption de ceux qui ont essayé de comprendre les énigmes obscures de ses prédécesseurs alchimistes. Il donne ensuite quelques données biographiques. Il se serait mis très jeune à l'alchimie, chevauchant cent milles pour apprendre pendant quarante jours tous les secrets de l'alchimie de son maître. De retour chez lui, il met en œuvre ses connaissances pour fabriquer, à l'âge de 28 ans, l'« élixir d'or », qui lui est volé par son valet. Découragé de l'alchimie, il se lance alors dans la fabrication d'un « élixir de vie », qui lui est à nouveau volé par la femme d'un marchand. Norton se console de ces déceptions en racontant les mésaventures d'un autre adepte, Thomas Daulton, qui possédait le secret de l'élixir d'or. Trahi, il est amené devant le roi Édouard IV et affirme avoir jeté tout l'élixir dans un lac boueux. Il est malgré tout enfermé plusieurs années sans révéler son secret.

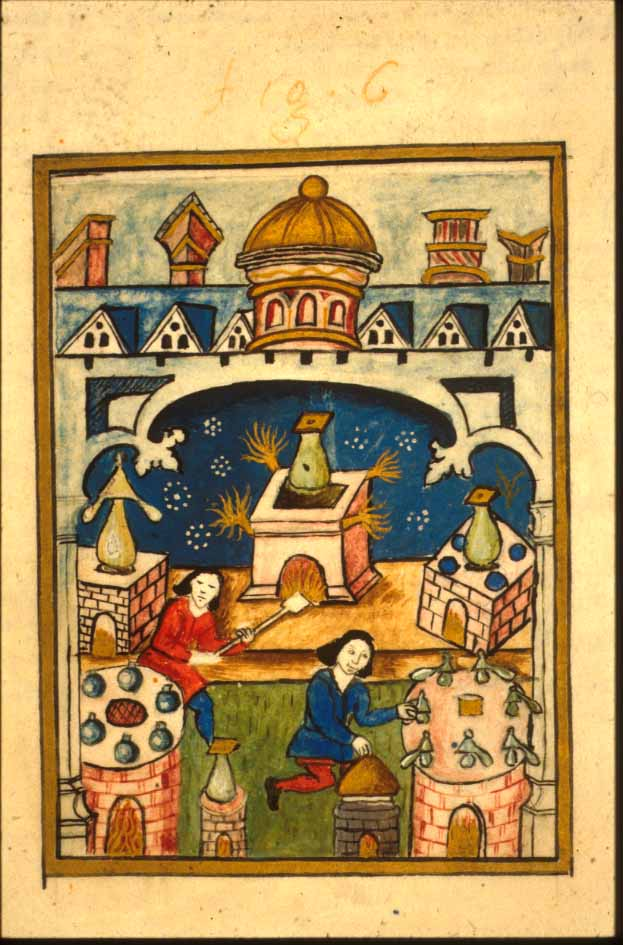
Thomas Norton est réputé être l'inventeur du four à registre, permettant de réguler la température. Dans The Ordinall of Alchemy, il affirme avoir fabriqué un four permettant d'atteindre soixante températures différentes.

Norton met ensuite en garde les aspirants alchimistes contre les livres de recettes et les charlatans. Il recommande aux vrais « philosophes » la patience et l'expérience. Le reste du poème donne des indications sur divers aspects pratiques et sur les conditions, notamment astrologiques, des différentes étapes du Grand Œuvre.
Le poète Geoffrey Chaucer, auteur d'une satire de l'alchimie dans Les Contes de Canterbury (Le Conte de l'Assistant du Chanoine), est mentionné à la fin du chapitre III à propos d'une pierre mystérieuse, la magnetia, indispensable aux opérations alchimiques et que Chaucer baptise Titanos, nommant une chose inconnue par un nom plus inconnu encore (Norton utilise la devise latine « ignotum per ignotius ») :
« Her name is Magnetia, few people her knowe
She is fownde in high places as well as in lowe ;
Plato knew her property and called her by her name,
And Chaucer reherset how Titanos is the fame,
 In the Chanons Yeomans Taile, saying what is thus,
But quid ignotum per magis ignotius : 
That is to say, what may this be, 
But unknowne by more unknowne named is she »
C'est avec ce texte qu'apparaît la légende, tenace de la Renaissance jusque vers 1650, que Chaucer aurait en fait été un maître dans cette discipline, et un auteur de traités alchimiques.

## Samuel Norton, un descendant alchimiste
Son arrière-petit-fils, Samuel Norton (1548–1621), fut également l'auteur de plusieurs traités alchimiques (parfois sous le pseudonyme de Samuel Rinvill) dont The Key of Alchemy et le Mercurius redivivus (1630). Holmyard les juge de moindre intérêt, parmi tant d'autres traités alchimiques de la Renaissance, que The Ordinall of Alchemy qui, pour lui, est un texte caractéristique de l'alchimie du XVe siècle.

### Textes de Thomas Norton
- (en) Manuscrit MS. Add. 10302 du XVe siècle (probablement 1480-90) de la British Library miniature en ligne
- (en) Manuscrit MS. Royal 18 B. xxiv  et MS. Sloane 1873 descriptif, du XVIe siècle (c.1563) British Library
- (en) Manuscrit MS Ferguson 191 du XVIe siècle de la bibliothèque de l'université de Glasgow, descriptif et deux miniatures en ligne sur Fifty Treasures from Glasgow University Library
- (en) Arthur Edward Waite (éd.), The Hermetic Museum, vol. 2, 1893 (lire en ligne).
- (en) E. J. Holmyard (avant-propos), The Ordinall of Alchemy by Thomas Norton with annotations by Elias Ashmole, The Williams and Wilkins Company, 1929 (lire en ligne).
- (en) John Reidy (éd.), Thomas Norton's Ordinal of Alchemy, Oxford University Press, 1975.

### Textes de Samuel Norton
- Mercurius redivivus (1630). Gravures 1630

### Études
- Aude Mairey, « Entre littérature, science et politique : les œuvres alchimiques de Thomas Norton et George Ripley », Revue historique, no 658,‎ 2011, p. 243-263
- (en) Anthony Gross, « Norton, Thomas (d. 1513) », dans Oxford Dictionary of National Biography, Oxford University Press, 2004 (lire en ligne).
- (de) Urs Dürmüller, « Wissenschaft als Teil von Philosophie und Poetik - Thomas Nortons The Ordinall of Alchemy, England, ca. 1477 », UNIPRESS, no 104,‎ avril 2000 (lire en ligne, consulté le 21 octobre 2013).
- (en) E. J. Holmyard, Alchemy, Dover Publications, 1990 (1re éd. 1957), 288 p. (ISBN 978-0-486-26298-7, lire en ligne), p. 189-199.
- (en) Cynthea Masson, « Intention to Write, Intention to Teach: Vernacular Poetry and Pedagogy in Thomas Norton's Ordinal of Alchemy », Florilegium, vol. 17,‎ 2000, p. 45-58.
- (en) M. Nierenstein et Frances M. Price, « The Identity of the Manuscript Entitled "Mr Nortons Worke, de lapide ph'orum" with the Ordinall of Alchimy », Isis, vol. 21,‎ 1934, p. 52-56.
- (en) M. Nierenstein et P. F. Chapman, « Enquiry into the Authorship of The Ordinall of Alchemy », Isis, vol. 18,‎ 1932, p. 290-321.
- (en) John Reidy, « Thomas Norton and the Ordinall of Alchimy », Ambix, vol. 6,‎ 1957, p. 59-85.
- (en) George Saintsbury, « The English Chaucerians », dans A. W. Ward et A. R. Waller (éd.), The Cambridge History of English and American Literature, vol. II, Putnam, 1907-1921 (lire en ligne).